# Steak and Blowjob Day
Steak and Blowjob Day (de vegades anomenat Steak & BJ Day o Steak and Knobber Day) és una festa satírica no oficial creada als Estats Units com a resposta masculina al Dia de Sant Valentí i celebrada un mes després, el 14 de març. Aquest dia, se suposa que les dones cuinen un filet de carn i realitzen fel·lacions a un home en resposta a cartes, xocolata i flors donades pels homes el dia de Sant Valentí.
L'observança no té cap estatus oficial, ja que és un mem popular a Internet més que no pas una festa real, però s'han produït diversos enregistraments i videoclips al respecte. Va ser concebut el 2002 pel DJ Tom Birdsey a la ràdio WFNX.
S'ha suggerit que el Steak and Blowjob Day és una reacció contra el moviment feminista; la festivitat ha estat criticada com a masclista i patriarcal, tot i que també ha rebut crítiques positives, i s’ha utilitzat com a plataforma per recaptar fons per a la investigació del càncer de mama.

## Història
Diversos llocs web afirmaren ser el lloc web oficial de Steak and Blowjob Day, però cap d'ells s'identificà com el creador. Els llocs coincidien que la festivitat va ser ideada pel DJ radiofònic Tom Birdsey el 2002, durant un programa a l'estació de ràdio WFNX de Boston, Massachusetts. Un dels diversos llocs web que competien per ser la pàgina "oficial" del dia afirmava que "el 14 de març es va convertir en 'Dia de la carn i la mamada'. Senzill, eficaç i autoexplicatiu. Sense cartes, sense flors, ni nits especials a la ciutat; el nom ho explica tot: només un bistec i una fel·lació. Això és tot". Els llocs web "oficials" oferien guies sobre la millor manera de cuinar el filet i la millor manera de fer la fel·lació.
De vegades se suggereix que el dia de la celebració és el 20 de març en lloc del 14 de març, ja sigui perquè el 1998 va ser proclamat el dia de Steak and Knobber per un altre presentador de ràdio Dave Rickards, o perquè el segon coincideix amb el dia de Pi, que observa la constant matemàtica π (pi).
L'equivalent femení del dia és el Cake and Cunnilingus Day del 14 d’abril.

## Anàlisi cultural
Segons l'historiadora de les dones Lois Banner, el dia semblava formar part de la reacció contra el moviment feminista, avançant cap a una versió de la interacció humana inherent a la cultura de connexió, i que els homes "estan realment atemorits perquè les dones els superen". L’activista Feminista Jones argumentà que limitava la llibertat d’elecció de les dones, situant-se així en el corrent principal de la restricció patriarcal tradicional dels comportaments sexuals femenins. L'educadora sexual Walker Thornton va escriure que el dia, tot i ser ximple, va destacar per a ella els problemes que tenia amb la cosmovisió moderna del dia de Sant Valentí. Men's Health no sabia si realment se celebrava la festivitat o si tot era una broma. El diari espanyol de futbol Diario AS considerà que la festivitat era "surrealista". El diari estudiantil The Brown Daily Herald va debatre sobre les implicacions polítiques sexuals i de gènere que envolten el meme, suggerint que molts ho consideraven com una feina que el donant ha de suportar en lloc d’una forma de gaudir, i en el marc del Steak and Blowjob Day com una "festa de l'home" destinada a obtenir la devolució del dia de Sant Valentí de forma perpètua. The Daily Dot ho considerà una "broma coixa viralitzada".

## Recepció
El blog d'estil de vida YourTango va considerar que la idea d'aquesta festivitat era una consagració del privilegi masculí i era, com el Dia de Sant Valentí, un "farciment de calendari ximple". El Huffington Post va afirmar que el dia "els va donar ganes de vomitar", i FHM i el Daily Mirror van assenyalar que diverses empreses estaven lucrant-se amb la festivitat no oficial.
El concepte de moviment masculí buscant crear aquest dia ha causat certa controvèrsia i ha provocat oposicions, sent descrit com antifeminista o patriarcal. La revista masculina Maxim la va descriure com la festa més gran de tots els temps, mentre que Cosmopolitan no estava segura de si es tractava d'un esdeveniment antiquat i masclista o d'una celebració descarada de sexe i menjar. Un article d'opinió del dia va suggerir que Neanderthal intentava forçar la idea d'un dia dedicat a la combinació de fel·lació i bistec, i va suggerir una sèrie d'alternatives.
La festivitat va cridar l'atenció de famosos com Christina Aguilera, que va animar els seus fans a celebrar-ho el 2014.
El 2016, Instinct va assenyalar que el dia també s’utilitzava ara com una forma de recaptar diners amb èxit per a la investigació del càncer de mama. A Alemanya, Bild va assenyalar que el dia es coneix com Schnitzel und Blowjob Tag, o Schniblo de forma breu, i a França, la revista dirigida per dones MadmoiZelle va assenyalar que era un dia dirigit a homes, mentre Le Bonbon assenyalà que era una "festivitat més aviat americana". A Espanya, el diari El Mundo va assenyalar a Espanya que es diria Día del Solomillo y el Sexo Oral i que aquell dia uniria el menjar i el sexe, que va opinar que eren dos dels majors plaers del món.